# 小松吉久
小松吉久（日语：／ Komatsu Yoshihisa */?，1867年6月28日—1943年以後）:40，號天籟:318，又號孤松:502、孤松學人:264、欽堂:18，日本相模國（今神奈川縣）人:264，政治人物、漢詩詩人、實業家，從四位:93。詩社南雅社社員:18、臺灣慣習研究會幹事。

## 生平
小松吉久在慶應三年（1867年）和曆五月二十七日:93出生於相模國足柄下郡小田原町字綠（今神奈川縣小田原市綠）:182，為士族小松吉晴的長男。其在幼時即進入藩塾研讀漢文，1886年在司法省工作:93，翌年大審院書記登用試驗合格，遂擔任該院書記:183。1888年1月重入司法省，擔任該省總務局職員，1894年4月擔任靜岡地方裁判所書記:183。1896年4月渡海來到臺灣，在法務部、總務部任職，同時擔任總督府評議會書記，臺北地方法院事務囑託。是年7月，升任臺北監獄典獄長:183，1897年在總督府官房文書課工作:489。1907年，小松發起設立臺北一新舍，計劃收容已經出獄，但在社會上走投無路的囚犯，給予其職業訓練以及教化，獲得黃玉階、辜顯榮等臺灣仕紳的支持:218:468:106。
1907年10月，擔任彰化廳長。同年12月6日，招待數十餘名官民於彰化公園內舉辦宴會，山本竹太郎、辜顯榮等臺日仕紳到場參加。當時的實業家愛久澤直哉利用小松吉久，將其治理下的土地約三千甲，在一夕之間全部買下。1908年12月，獲授勳六等瑞寶章:183。
1909年12月，任宜蘭廳長:183。當時桃園廳卡奧灣（Gogan）有些部落對日本政府採反抗態度，因此翌年5月，臺灣總督府派新竹廳長家永泰吉郎以及小松吉久為隊長率領兩千餘名隊員前往卡奧灣攻打當地原住民。1911年，卡奧灣再起抗日，同年7月15日，臺灣總督府再度派遣小松吉久為首，率領軍隊進入芃芃山中討伐，因此受到日本政府敘勳五等，並獲贈旭日光章:489，之後在1915年2月因討伐原住民而獲勳四等旭日小綬章:183。
1912年9月，小松向宜蘭俱樂部借用一間房間，設立圖書館「宜蘭文庫」（宜蘭街立圖書館前身），其自行捐贈一本《帝國百科全書》，並鼓勵臺日仕紳捐出藏書，增加館藏:148。
小松吉久在宜蘭廳長任內組織衛生組合，增設公共廁所、水井:147，並在1913年聘請土木技師八田與一前來宜蘭，進行叭哩沙水道的調查以及丸山水位的測量、改善各處公共埤圳、設置宜蘭飲用水系統與下水道系統。此外，他也十分重視1919年臺南製糖株式會社推動的九芎湖水力電氣工事:42-43。

而當時宜蘭的運輸系統只有用來載運甘蔗、貨物、人員的臺車，宜蘭常因交通不便而影響物產輸送和人口往來，因此小松對宜蘭到臺北之間的鐵道建設充滿著憧憬:43。1917年7月，宜蘭線鐵道工程開工，1919年3月，從宜蘭至蘇澳之間的鐵路率先通車:43，小松吉久作有一首〈蘭蘇鐵路新成賦此誌〉曰：
|  | 新鐵路成三月春，開通式典會嘉賓。 蘭陽大有昇平象，皷樂聲中輾快輪。 蘭蘇鐵路告成功，行旅颷馳瞬息中。 若起吳沙來地下，合驚開物奪天工。 新敷鐵路及東偏，蘇澚蘭陽縮地連。 一百年前荒僻境，奔輪載夢破春烟。 逼天蛇瘴散無路，鐵路新通蛤仔難。 前哲不看斯盛事，焚香欲告謝金鑾。 |

1924年11月，宜蘭線全線開通:148。

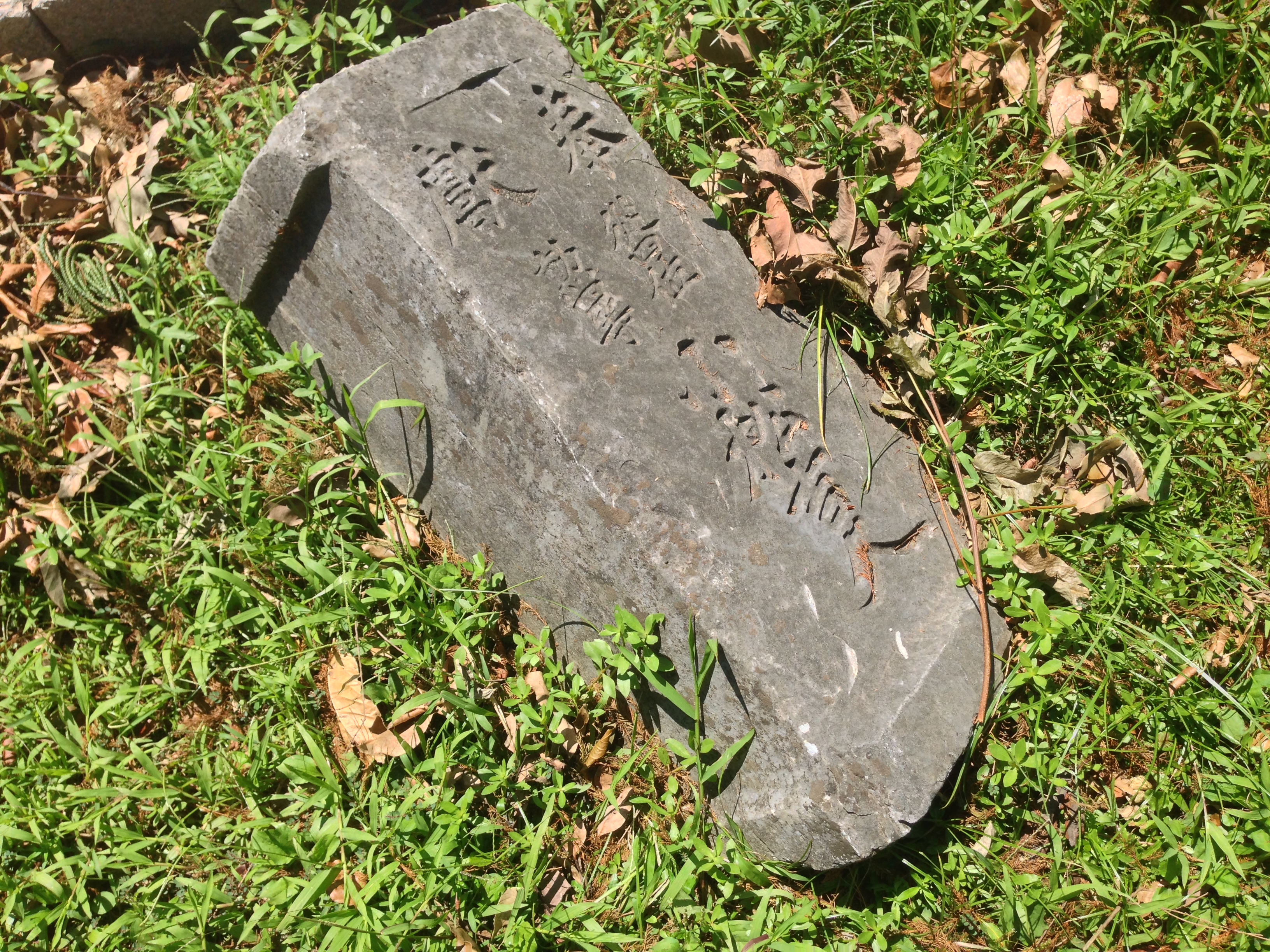
小松吉久捐獻給宜蘭神社的石燈籠，目前僅存「竿」部份

之後，小松決定將原位於宜蘭公園的宜蘭神社遷建至外員山上。遷建工程在1919年5月開工，10月舉行鎮座祭，小松亦捐獻石燈籠予神社:43。

1920年2月，卸下宜蘭廳長一職:43。其在辭職當時寫下〈罷官〉詩一首，云:40：
|  | 茫然自怪不勝愁，骸骨乞來好自由。 蘭雨蕭蕭孤館夕，蘇煙漠漠滿山丘。 討蕃往日軀將擲，報國他年志待酬。 此地淹留幾歲月，倚騎欲去又凭樓。 |

罷官後，轉往實業界發展，同年即擔任日本拓殖株式會社專務取締役，之後歷任臺灣炭業株式會社社長、朝日製糖株式會社社長、臺灣電氣興業株式會社取締役:93、臺北學校父兄會會長、大正協會會長:131、臺北州相撲代表、臺灣米移入制限反對期成同盟會實行委員等職。1920年，擔任新竹州協議會員:169，1922年擔任總督府史料編纂委員會編纂顧問:78，1923年擔任臺北州協議會員:489，1929年擔任總督府評議會員:71。
1929年9月28日，與顏國年、鈴木重嶽一同提出請願書，希望能在臺灣設立商品取引所。1932年7月23日，與黃純青、林熊光等人一同至總督府前，向臺灣總督中川健藏提出陳情書，希冀總督能夠取消臺灣稻米移入限制法案。